# Nereo Costantini

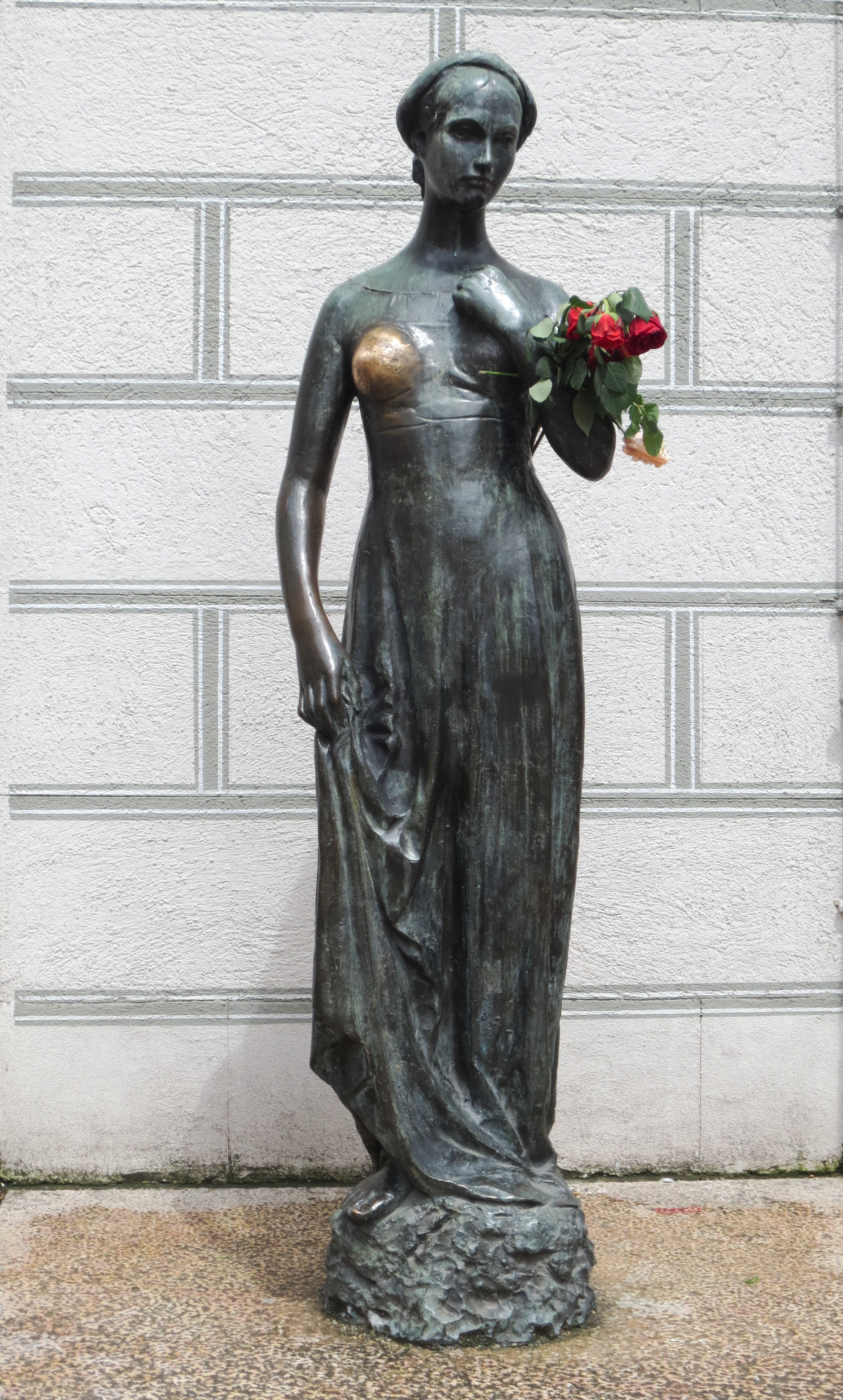
Statuia Julietei de la München

Nereo Costantini (n. 13 noiembrie 1905, Nogara, Veneto, Italia – d. 5 august 1969, Verona, Italia) a fost un sculptor italian.

## Biografie
Nereo Costantini s-a născut în familia unor lucrători agricoli. La vârsta de 17 ani a început să studieze la Accademia di belle arti „Gian Bettino Cignaroli” din orașul Verona, capitala provinciei. Costantini a fost invitat în 1938 la Bienala de la Veneția. Apoi și-a mutat atelierul în cartierul San Procolo din Verona, unde a realizat comenzi sculpturale pentru diferite biserici din Verona. El a fost invitat la Cvadrienalele de la Roma din 1959 și 1965. Costantini a lucrat, de asemenea, ca medalist.
Costantini este sculptorul statuii de bronz a Julietei Capulet din fața Casa di Giulietta din Verona. Statuia înaltă de 2,65 m a fost amplasată acolo în 1972 de către primăria orașului Verona și a fost începând de atunci un obiectiv fotografiat de mulți turiști. Începând din 2014 ea a fost înlocuită cu o copie, din motive de conservare.
Ca urmare a faptului că München era începând din 1960 oraș înfrățit cu Verona, Banca de economii din Verona a donat două copii ale statuii Julietei, în 1974, instituției financiare partenere Stadtsparkasse München pentru cea de-a 150-a aniversare a sa. O statuie a fost amplasată în Shakespeareplatz din cartierul Bogenhausen, iar cea de-a doua pe latura de sud a Primăriei Vechi.
Comuna Nogara are o stradă ce poartă numele Nereo Costantini.

## Expoziții
- Mostra commemorativa di Nereo Costantini. Museo di Castelvecchio, Verona, 14 octombrie – 15 noiembrie 1972. Cuvânt înainte de De Gilberto Altichieri. Verona: Comune; Lions club, 1972